# Władysław Wolański (1837–1891)
Władysław Krzysztof Feliks Wolański z Wolan herbu Przyjaciel (ur. 29 października 1837 w Rzepińcach, zm. 22 stycznia 1891 we Lwowie) – hrabia i szambelan austriacki, właściciel dóbr ziemskich, działacz społeczny, kawaler maltański.

## Życiorys
W 1889 był członkiem Rady powiatowej w Buczaczu jako przedstawiciel grupy gmin wiejskich. Poseł do Sejmu Krajowego Galicji V (m.in. w 1884, 1888) a VI kadencji: został wybrany z IV kurii w okręgu wyborczym nr 30 Monasterzyska–Buczacz. 16 października 1890 podczas drugiego posiedzenia został wybrany członkiem komisji administracyjnej Sejmu Krajowego Galicji.
W 1889 Dyrekcja galicyjskiego funduszu propinacyjnego mianowała go wraz z Ant. Kozickim delegatami propinacyjnymi na powiat Buczacz.
Członek Towarzystwa Kółek Rolniczych we Lwowie, prezes jego oddziału powiatowego w Buczaczu (1914).
Jego drugą żoną (ślub – 2 lipca 1883 we Lwowie) została Anna Natalia, córka hrabiego Maurycego Ignacego Aleksandra Dzieduszyckiego. Córka z pierwszego małżeństwa z Malczewską - Irena Martyna po raz drugi wyszła za mąż za hrabiego Roberta Franciszka Feana Walentego Lamezan de Salins (ślub 11 sierpnia 1903), w przyszłości generała dywizji Wojska Polskiego. Synem z drugiego małżeństwa był Władysław Wolański, mąż Julii Marii z Pinińskich, ostatni właściciel zamku w Grzymałowie, zamordowany przez NKWD w 1940. 
Zmarł nagle na anewryzm serca podczas balu. Pochowany na Cmentarzu Łyczakowskim we Lwowie.

## Odznaczenia
- C. k. szambelan austriacki (11 stycznia 1872)[12]
- Hrabia austriacki (dyplom 28 listopada 1886[13][14])